# Satumaa

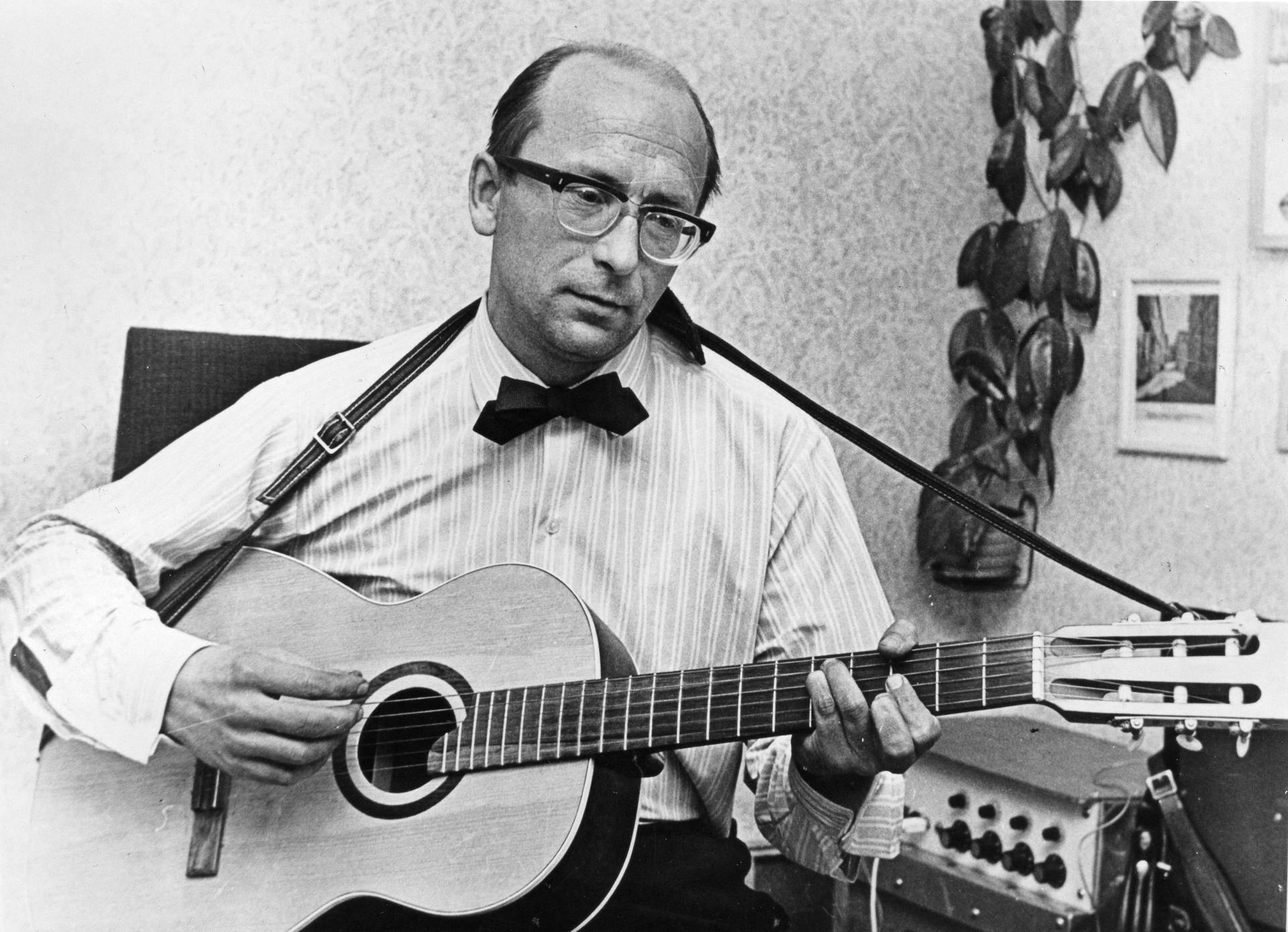
Unto Mononen, autor de la pieza.

Satumaa ("Tierra de cuentos de hadas") es un tango de Finlandia. Constituye una de las composiciones más famosas de este país en el género.
La pieza fue compuesta en 1955 por el joven compositor Unto Mononen y fue difundida ese mismo año, en una grabación de Henry Theel. La grabación más famosa es la de Reijo Taipale del año 1962; pero existen docenas de versiones, entre otras por Olavi Virta y Frank Zappa.
Satumaa trata de una tierra soñada más allá del mar que el cantante extraña y en la cual vive su inalcanzable amada. Con esta temática melancólica, el ritmo cadencioso y el modo menor, esta pieza es arquetípica del tango finlandés.

## Cine
Satumaa  es el tema principal de la película Gevangenen van de grond (2009), conocida internacionalmente como Prisoners of the ground, de Stella Van Voorst van Beest. Allí la cineasta holandesa recupera historias relacionadas con el tango en Finlandia, entre otras la de Unto Mononen y su misteriosa muerte. El título de la película hace referencia a uno de los versos de Satumaa.
También fue utilizada en cine por Aki Kaurismäki en La chica de la fábrica de cerillas (Tulitikkutehtaan tyttö, 1990).